# Myron van Brederode
Myron van Brederode (* 6. Juli 2003 in Hoofddorp, Niederlande) ist ein niederländischer Fußballspieler. Der linke Außenstürmer steht bei AZ Alkmaar unter Vertrag und ist niederländischer Nachwuchsnationalspieler.

## Karriere

### Vereinsfußball
Myron van Brederode wurde in Hoofddorp zwischen Haarlem und Amsterdam geboren und wechselte im Jahr 2016 vom AFC Amsterdam in die Jugendabteilung von AZ Alkmaar. Am 23. Oktober 2020 gab er bei der 0:3-Niederlage im Zweitligaspiel beim FC Eindhoven sein Debüt für die zweite Mannschaft des Vereins. In der Saison 2021/22 kam van Brederode häufiger zu Einsätzen in der Zweitvertretung der Alkmaarer, sammelte aber hauptsächlich Spielpraxis in der Jugend des Vereins, allerdings kam er am letzten Spieltag in der Eredivisie zu seinem Debüt für die erste Mannschaft. In der darauffolgenden Spielzeit kam er häufiger für die erste Mannschaft zum Einsatz und erreichte mit dieser in der UEFA Europa Conference League das Halbfinale, in dem man gegen West Ham United ausschied.
Nach einem weiteren Jahr mit AZ Alkmaar wechselte Myron van Brederode Ende August 2024 für ein Jahr auf Leihbasis zum deutschen Zweitligisten Fortuna Düsseldorf. Er trug in der nordrhein-westfälischen Landeshauptstadt die Rückennummer 10. Im Laufe der Saison wechselte van Brederode dort häufig zwischen Ersatzbank und Startelf und bestritt so bis zum Saisonende 24 Zweitligaspiele mit der Mannschaft, ehe er im Sommer 2025 wieder nach Alkmaar zurückkehrte.

### Nationalmannschaft
Myron van Brederode ist Nachwuchsnationalspieler der Niederlande und vertrat sein Land in den Altersklassen U16, U17, U19, U20 und U21. Mit der U21-Nationalmannschaft nahm er 2025 an der U21-Europameisterschaft teil und bestritt dort vier der fünf Turnierspiele, ehe das Team im Halbfinale gegen England ausschied.